# Ulica Opaczewska w Warszawie

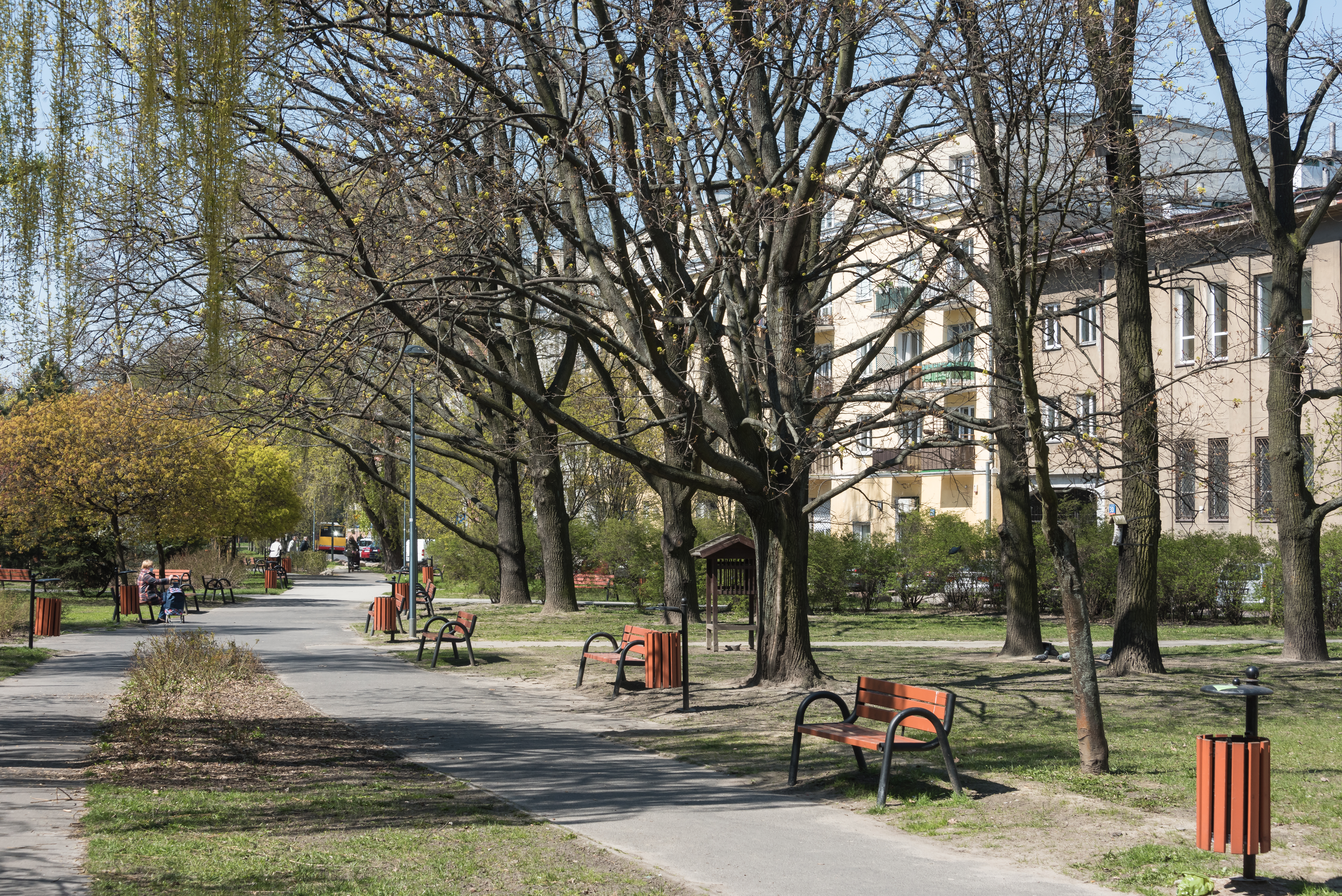
Skwer Dobrego Maharadży

Ulica Opaczewska – ulica w dzielnicy Ochota w Warszawie, biegnąca od ul. Grójeckiej do Alej Jerozolimskich.

## Historia
Powstała wraz z obecną ulicą Stefana Banacha jako odcinek dawnego traktu z Błonia do Czerska. W okresie późniejszym stanowiła granice wsi Rakowiec i Ochota. Została uregulowana w końcu XIX wieku, wtedy też otrzymała obecną nazwę.
Pierwotna zabudowa w całości koncentrowała się na wschodnim odcinku ulicy (ul. Stefana Banacha) – było to związane z istnieniem esplanady wokół fortu Szczęśliwice i zakazem wznoszenia zabudowań na tym terenie (zakaz obowiązywał do roku 1909).
W pierwszym okresie zabudowa ulicy składała się z murowanych parterowych domków; pierwszymi „miejskimi“ obiektami przy Opaczewskiej były zabudowania zajezdni tramwajowej Rakowiec z lat 1928–1930 położonej po południowej stronie ulicy, na wysokości wylotu ul. Piotrkowskiej, pod numerem 35 (według obecnej numeracji nr 23/25) oraz gmach Wolnej Wszechnicy Polskiej wzniesiony w tym samym czasie – wtedy pod adresem Opaczewska 2a, współcześnie ul. Stefana Banacha 2. Autorem projektu gmachu Wolnej Wszechnicy był Paweł Wędziagolski, przedstawiciel akademizmu w architekturze warszawskiej.
Nieco później, w latach 1926–1927, przy Opaczewskiej wybudowano według projektu Tadeusza Szaniora gmach szkół powszechnych 188 i 189, jednak przyporządkowany numeracji ul. Grójeckiej.
Od strony ul. Opaczewskiej poprzedzał go plac targowy zwany Zieleniakiem słynący ze sprzedawanych tam owoców i warzyw. Targowisko powstało w roku 1917, w latach 20. zostało wybrukowane i skanalizowane.
Zabudowa zachodniego odcinka ulicy pojawiła się po roku 1926 i w całości dotrwała do czasów obecnych, jej najciekawsze przykłady to nowoczesne w chwili powstania kamienice z lat 1933–1938. Jednym z przedwojennych obiektów jest budynek nr 26 (róg ul. E. Orzeszkowej), w którym znajdowała się piekarnia, czynna jeszcze w pierwszych latach XXI w.
We wrześniu 1939 roku w rejonie skrzyżowania z ul. Grójecką toczyły się walki w obronie stolicy przed Niemcami. Zostały upamiętnione pomnikiem Barykada Września oraz wierszem Jana Janiczka Ulica Opaczewska.
Po II wojnie światowej częściowo odbudowano zniszczoną zajezdnię tramwajową, lecz w 1948 r. zrezygnowano z jej użytkowania i jej budynki rozebrano w latach 50. W latach 60. XX w. zbudowano wzdłuż ulicy budynki osiedla Szosa Krakowska. Zabudowa miejska kończyła się na ul. Szczęśliwickiej, dalej ciągnęły się pola z nielicznymi zabudowaniami gospodarskimi. Do czasów współczesnych zachowała się posesja nr 57, będąca pozostałościami gospodarstwa ogrodniczego Tadeusza Kubalskiego. Budynki mieszkalne i gospodarcze popadają w ruinę, są niezamieszkałe, choć jeszcze w pierwszej dekadzie XXI w. mieszkali tam chińscy robotnicy budujący pobliskie domy przy al. Bohaterów Września 3 i ul. Drawskiej 29.
Po 1990 roku na zachód od ul. Szczęśliwickiej zaczęto wznosić piętrowe budynki mieszkalne, a odcinek między al. Bohaterów Września a Al. Jerozolimskimi otrzymał asfaltową nawierzchnię ok. 1998 r., przy okazji zmieniając nieco przebieg ulicy (oryginalnie ulica wiodła wzdłuż ogrodzenia posesji nr 57). W tym samym okresie zbudowano także centrum handlowe Blue City wraz z parkingiem wielopoziomowym.
21 października 2015 r. ul. Opaczewska została skrócona, a jej odcinek między Al. Jerozolimskimi a ul. Mszczonowską przemianowano na ul. Kołomyjską.
W latach 2018−2019 skrzyżowanie z al. Bohaterów Września przebudowano na rondo, a 22 marca 2020 r. rondu nadano imię Artemiego Aroniszydzego.

## Ważniejsze obiekty
- Komenda Rejonowa Policji Warszawa III (nr 8)
- Kościół Najświętszej Maryi Panny Królowej Wszechświata
- Centrum handlowe Blue City
- Pomiędzy nitkami ulicy Opaczewskiej między ul. Szczęśliwicką a Grójecką znajduje się trzyhektarowy zieleniec zwany parkiem Opaczewskim[8], a od 2012 skwerem Dobrego Maharadży[9]. Od 2014 r. znajduje się na nim pomnik Dobrego Maharadży – oba obiekty upamiętniają jama sahiba Digvijaysinhji[10]. W jego pobliżu, nieco poza zasięgiem skweru, na rogu ul. Białobrzeskiej znajduje się rzeźba nieznanego autora W hołdzie macierzyństwu[11]